# Le Papillon brisé
Pour plus de détails, voir Fiche technique et Distribution.
Le Papillon brisé (The Broken Butterfly) est un film muet américain de Maurice Tourneur, sorti en 1919.

## Synopsis
Marcène Elliot, une jeune femme naïve en promenade dans les forêts du Canada, rencontre Darrell Thorne, un compositeur à la recherche d'inspiration pour une symphonie. Ils sont fascinés l'un par l'autre et elle s'abandonne dans ses bras. Darrell écrit sa symphonie et l'appelle Marcène. Il lui demande de l'accompagner à New York pour la première, mais elle refuse, craignant la colère de sa tante Zabie.
Marcène donne naissance à une petite fille, dès lors sa tante la rejette et ses propres craintes la poussent à tenter de se suicider. De retour de New-York, Darrell apprend de Tante Zabie que Marcène et son bébé sont morts. Il voyage alors pour oublier sa douleur. Il rencontre la sœur de Marcène sur la Riviera où elle dirige sa symphonie. Ils se marient. De retour au Canada, ils découvrent que Marcène est toujours en vie, mais mourante, et qu'elle a une fille. En accord avec sa femme, il cache son mariage à Marcène. Elle meurt heureuse et Darrell adopte la petite fille.

## Fiche technique
- Titre : Le Papillon brisé
- Titre alternatif : Le Papillon meurtri
- Titre original : The Broken Butterfly
- Réalisation : Maurice Tourneur
- Scénario : H. Tipton Steck et Maurice Tourneur, d'après le roman Marcene de Penelope Knapp
- Adaptation : Charles E. Whittaker
- Direction artistique : Ben Carré
- Production : Maurice Tourneur
- Société de production : Maurice Tourneur Productions
- Société de distribution : Robertson-Cole Distributing Corporation
- Pays d'origine :  États-Unis
- Langue originale : anglais
- Format : noir et blanc — 35 mm — 1,37:1 — Muet
- Genre : drame
- Durée : 50 minutes (5 bobines)
- Dates de sortie :
  - États-Unis : 1er novembre 1919
  - France : 12 janvier 1923

## Distribution

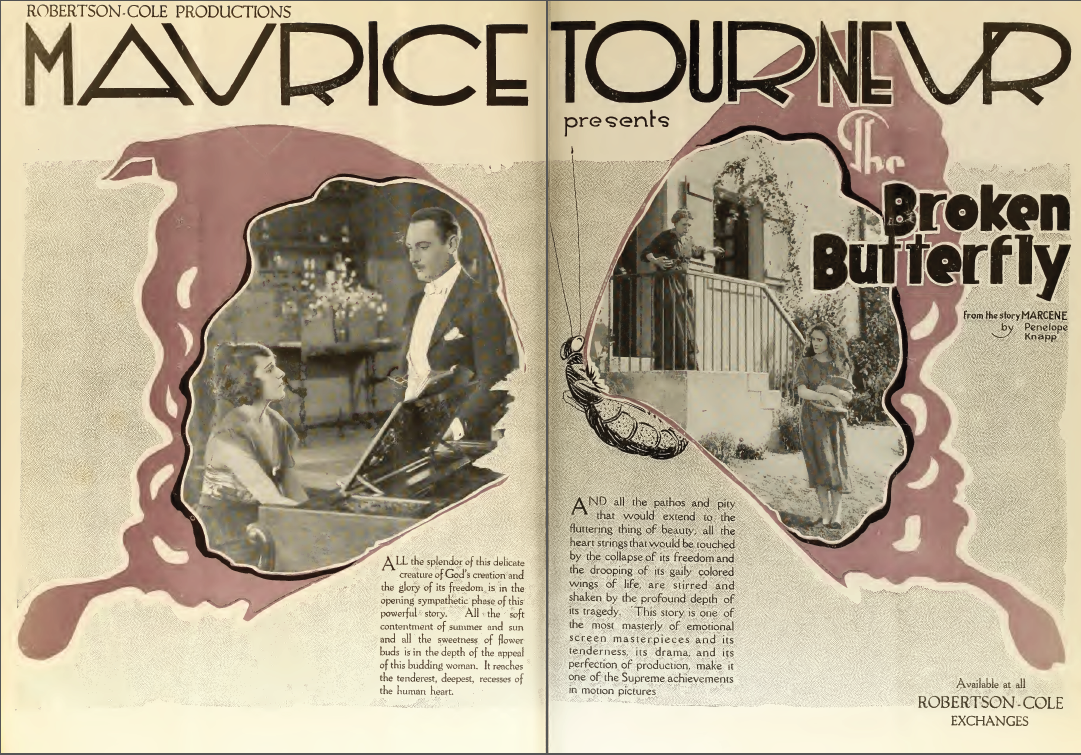
Publicité pour le film

- Lew Cody : Darrell Thorne
- Mary Alden : Zabie Elliot
- Pauline Starke : Marcène Elliot